# Ejército Ecuatoriano
L'esercito ecuadoriano (in spagnolo Ejército Ecuatoriano) è la componente terrestre delle forze armate ecuadoriane. I suoi 40.726 soldati attivi (al 2014) sono schierati in relazione alla sua dottrina militare. L'esercito ecuadoriano contemporaneo incorpora molte unità di fanteria della giungla e di forze speciali nella sua struttura.

## Obiettivi principali
- Difendere il territorio nazionale, come parte di una task force congiunta.
- Rappresentare una forte immagine militare come parte delle forze armate ecuadoriane, nazionale e internazionale.
- Prendere parte alle attività e sostenere lo sviluppo e la cooperazione in tempi di crisi.
- Prendere parte alle operazioni di mantenimento della pace e della sicurezza internazionale.
- Raggiungere e mantenere un livello operativo alto all'interno delle Forze Terrestri.
- Rappresentare ed implementare un'istituzione integrata all'interno del sistema operativo.
- Garantire la disposizione del personale militare preparato al fine di realizzare tutte le missioni e le assegnazioni.
- Smaltire un'indagine e un elemento di sviluppo, con particolare attenzione alla difesa nazionale.
- Eseguire correttamente le procedure amministrative che coinvolgono tutte le questioni istituzionali.

## Missione
Sviluppare il potere territoriale, al fine di raggiungere gli obiettivi istituzionali, che garantiscono l'integrità e la sovranità del territorio nazionale e contribuiscono alla sicurezza e allo sviluppo della nazione, nonché raggiungere tutti gli obiettivi indicati dalla pianificazione strategica militare. ART. 26 LEY ORGÁNICA DE LA DEFENSA NACIONAL

## Visione
Essere un'istituzione di altissimo livello e di credibilità, in modo sistematico integrato con il personale militare professionale, orientato su etica e morale. In grado di adattarsi alle nuove esigenze che garantiscono la pace, la sicurezza e lo sviluppo delle nazioni.

## Storia
La storia delle forze armate ecuadoriane potrebbe iniziare già nel 1531, quando la guerra civile devastò l'impero inca. In una battaglia chiave vicino Riobamba, dove le truppe di Huáscar vennero incontrate e sconfitte dalle truppe di Atahualpa. Questo fatto non salvò Atahualpa e il suo esercito dalla sconfitta totale, solo un anno dopo nella battaglia di Cajamarca contro i conquistatori spagnoli. Ci vollero quasi 300  anni in cui la lotta ecuadoriana per l'emancipazione dal dominio coloniale spagnolo avrebbe raggiunto il suo picco nella Battaglia di Pichincha. A seguito di una vittoria, le truppe ecuadoriane diventarono parte della coalizione gran-colombiana. Erano anni in cui la guerra dominava. In primo luogo, il paese si trovò in prima linea negli sforzi della Grande Colombia di liberare il Perù dal dominio spagnolo tra il 1822 e il 1825; in seguito, nel 1828 e il 1829, le truppe ecuadoriane si trovarono nel bel mezzo di una lotta tra il Perù e la Gran Colombia sulla posizione del loro confine comune. Dopo la vittoria navale e il blocco di Guayaquil da parte dell'esercito peruviano la campagna terrestre divenne favorevole ai grancolombiani: le forze della Gran Colombia, sotto la guida del maresciallo Sucre e del generale venezuelano Juan José Flores, furono vittoriose nella battaglia del Portete de Tarqui ma questo risultato non definì il risultato finale della guerra. Mesi dopo, la Grande Colombia si dissolse per sempre. Il trattato del 1829 fissò il confine sulla linea che aveva diviso l'Audiencia de Quito e il Vicereame del Perù prima dell'indipendenza. Nel 1859 la nazione era sull'orlo dell'anarchia. Ciò portò ad una guerra civile e al primo conflitto ecuadoriano-peruviano. Sostenuto da Guillermo Franco, un generale ecuadoriano, l'esercito peruviano guidato dal generale Ramón Castilla arrivò a Guayaquil e costrinse l'Ecuador a firmare il Trattato di Mapasingue che dichiarava nulla l'assegnazione delle terre peruviane e costringeva la sospensione del business ecuadoriano-inglese. Accusando Guillermo Franco di tradimento per la firma di un trattato con i peruviani, Gabriel García Moreno si alleò con il generale ex nemico Juan José Flores, attaccando le forze di Franco. Dopo varie battaglie, le forze di García Moreno erano in grado di costringere le truppe di Franco a ritirarsi a Guayaquil, il luogo della battaglia finale. Le truppe ecuadoriane si trovarono ad affrontare la loro sfida più grande e la sconfitta, quando nel 1941, in circostanze controverse, scoppiò un'altra guerra ecuadoriano-peruviana. Una forza peruviana molto più grande e meglio equipaggiata sopraffece rapidamente le forze ecuadoriane, respingendole da Zarumilla e invadendo la provincia ecuadoriana di El Oro. Il governo dell'Ecuador si vide costretto ad accettare le rivendicazioni territoriali del Perù. Successivamente, le truppe peruviane si ritirarono dalla provincia invasa di El Oro. Tuttavia, si verificarono scontri occasionali tenuti e avvampati in un altro scoppio di gravi combattimenti nel gennaio del 1981, chiamato Guerra del Falso Paquisha, per il controllo di tre avamposti istituiti dalle truppe ecuadoriane all'interno di un'area di confine contesa. Il conflitto cessò quando l'esercito peruviano ottenne il controllo della zona contesa. Nel 1995, le truppe ecuadoriane diventarono parte della fonte più lunga di conflitto armato internazionale dell'emisfero occidentale, quando entrambe le parti si scontrarono nuovamente sulla Cordillera del Cóndor. Il focus di tutti i combattimenti sarebbe diventato un piccolo avamposto chiamato Tiwintza dagli ecuadoriani (e Tiwinza o Tihuintsa dai peruviani), fino alla firma di un cessate il fuoco. Nel 1998 viene firmata la Legge di Brasilia in cui al Perù viene concesso il territorio conteso (Tiwinza).

## Struttura
Già nel 1989 l'esercito aveva circa 40.000 soldati, quasi quattro volte la forza combinata della marina e dell'aeronautica. Nel 2003, era strutturato in quattro divisioni indipendenti operanti circa 25 battaglioni di fanteria. Questi battaglioni erano implementati in brigate che non erano numerate consecutivamente ma portavano numeri dispari nella serie da 1 a 27. Tutte le brigate avevano anche una compagnia di forze speciali ed una del Genio, o almeno una delle comunicazioni ed una di supporto Logistico. A partire dal 2008, insieme con l'aeronautica e la marina, l'esercito (noto anche come Forze terrestri) sta subendo una riforma al fine di massimizzare la sua capacità congiunta. Questo processo comporta la creazione degli Stati Uniti di comandi operativi. Ci sono 4 Comandi Operativi Congiunti distribuiti geograficamente.

### Comando
Il General of the Army è il più alto grado dell'esercito ecuadoriano. Di solito il Capo di stato maggiore dell'Esercito è anche il General of the Army, ed è comune per questo genere tenere anche la posizione di Capo di stato maggiore congiunto.

### "PATRIA I"
Dal 2009 è stata lanciata una ristrutturazione all'interno delle forze armate ecuadoriane con il nome di "PATRIA I". Essa dovrà essere completata entro il 2011 e migliorare la struttura militare, le attrezzature e le operazioni all'interno del territorio ecuadoriano. Il territorio ecuadoriano è stato anche recentemente diviso in cinque "Forze d'Area Congiunta" o Fuerzas de Tarea Conjunta, quattro nell'Ecuador continentale, la quinta è il territorio marittimo (comprese le Isole Galapagos). Le modifiche in materia di struttura e di distribuzione della truppa a partire dal 2010 non sono disponibili a causa del fatto che le forze armate ecuadoriane mantengono tali informazioni riservate.
- 1ª "Nord" o Fuerza de Tarea Conjunta No. 1 "Norte", (QG Ibarra).
- 2ª "Ovest" o Fuerza de Tarea Conjunta No. 2 "Guayas", (QG Guayaquil).
- 3ª "Sud" o Fuerza de Tarea Conjunta No. 3 "Cuenca", (QG Cuenca).
- 4ª "Centrale" o Fuerza de Tarea Conjunta No. 4 "Central", (QG Quito).
- 5ª "Marittima" o Fuerza de Tarea Conjunta No. 5 "Mar y Galapagos", (QG ?).

### Specialità
- Fanteria (Distintivo: fucili Mauser 1895 incrociati)
- Cavalleria corazzata (Distintivo: M3 Sherman con lance incrociate)
- Artiglieria (Distintivo: cannoni dell'era spagnola incrociati)
- Corpo del Genio (Distintivo: castello)
- Comunicazioni (Distintivo: bandiere di segnalazione incrociate ed una torcia)
- Aviazione dell'esercito (Distintivo: ala ed elica)
- Logistica (Distintivo: spada e foglia)
- Forze speciali
- Trasporto (Distintivo: ruota)
- Armamenti (Distintivo: granata)

### Forze speciali
- L'intelligence militare rimane fino ad oggi la più grande unità dell'Arma d'Intelligence delle Forze terrestri.[7]
- La 9ª Brigata Forze Speciali ''PATRIA'', si compone di paracadutisti, specializzati come commando, saltatori liberi operativi, guerra in montagna, sommozzatori, cecchini e cani guida.[8]
- La Scuola commando Forze speciali, la GEK-9, è un organismo operativo indipendente che trasforma i soldati in futuri commando.[9]
- L'unità antiterrorismo "GEO" (Grupo Especial de Operaciones), formata nel 1985, è stata addestrata dai Navy Seals statunitensi e dai SAS britannici e mantiene i più alti standard.[8]
- La 17ª, 19ª e 21ª Brigata della Giungla si addestrano e sperimentano la guerra nella giungla.[8]
- Il Battaglione Operazioni Speciali Guerra nella giungla No. 60 Iwia, arruola tra i guerrieri delle tribù locali quali i Shuar, gli Zaparo, i Kichwa e gli Achuar.[10][11]
- La Scuola Guerra nella giungla e controguerriglia Iwia si trova a Coca nell'Oriente.[10][11]
- I distaccamenti fluviali speciali chiamati ratas de río o fusileros fluviales (it. Ratti di mare). Tre battaglioni con una forza di 550 uomini, dotati di quaranta motovedette tattiche veloci Vector e Phantom. Questi si sottopongono ad un addestramento di tre settimane nel Centro Forze speciali di Coca. Inoltre, gli Stati Uniti forniscono addestramento ed assistenza.[12]

### Aviazione dell'esercito
La componente aerea dell'Esercito (Ejército) venne costituita nel 1954, originariamente denominata Servicio Aereo del Ejército (SAE). Venne ribattezzata Aviación del Ejército Equatorina (AEE) nel 1978. Dal 1981 in poi gli elementi volanti vennero concentrati in una brigata aerea, trasformando efficacemente l'aviazione dell'esercito in una brigata operativa all'interno della struttura dell'esercito. Onorando il ruolo dell'aviazione dell'esercito nel conflitto di Paquisha nel 1981, l'unità venne ribattezzata Brigada de Aviación del Ejército No.15 "Paquisha" (BAE) il 1º luglio 1987. Infine, nel 1996, la BAE ottenne lo status di arma all'interno dell'esercito riconoscendo il suo ruolo vitale nel conflitto del Cenepa del 1995. Attualmente il BAE No.15 è composto da:
- Grupo Aero del Ejercito No. 43 “PORTOVIEJO”
- Grupo Aero del Ejercito No. 44 “PASTAZA”
- Gupo Aero del Ejercito No. 45 “PICHINCHA”
- Escuela de Aviacion del Ejercito “CAPT. FERNANDO VASCONEZ”

### Organizzazione
A partire dal novembre 2004, l'Ordine di Battaglia delle Forze terrestri ecuadoriane era il seguente: (in costruzione)
- I Divisione "Shyris" (QG Quito)
  - 1ª Brigata cavalleria corazzata "Galápagos"
    - Grupo de Caballería Escolta Presidencial "Granaderos de Tarqui"
    - Grupo de Caballería Blindada No 4
    - Grupo de Caballería Mecanizada No 6
    - Grupo de Caballería Mecanizada No 12
    - Grupo de Caballería Mecanizada No 16
    - Grupo de Caballería Blindada No 18
    - Grupo de Caballería Mecanizada No 36
    - Escuela de Equitación

  - 13ª Brigata fanteria "Pichincha"
  - 9ª Brigata forze speciali "Patria"
    - 24º Gruppo forze Speciali "Rayo"
    - 25º Gruppo forze Speciali "Santo Domingo de los Colorados"
    - 26º Gruppo forze Speciali "Quevedo"
    - 27º Gruppo forze Speciali "Latacunga"
- II Divisione "Libertad" (QG Guayaquil)
  - 5ª Brigata fanteria "Guayas"
- III Divisione "Tarqui" (QG Cuenca)
  - 1ª Brigata fanteria "El Oro"
  - 7ª Brigata fanteria "Loja"
  - 27ª Brigata d'artiglieria "Bolívar"
- IV Divisione "Amazonas" (QG El Coca)
  - 17ª Brigata fanteria della giungla "Pastaza"
    - 17ª Compagnia forze speciali
    - 49º Battaglione fanteria della giungla
    - 50º Battaglione fanteria della giungla
    - 51º Battaglione fanteria della giungla

  - 19ª Brigata fanteria della giungla "Napo"
    - 19ª Compagnia forze speciali "Aguarico"
    - 55º Battaglione fanteria della giungla "Putumayo"
    - 56º Battaglione fanteria della giungla "Tungurahua"
    - 57º Battaglione fanteria della giungla "Montecristi"

  - 21ª Brigata fanteria della giungla "Cóndor" (QG Patuca)
    - 60º Battaglione forze speciali "Capitán Calles"
    - 61º Battaglione fanteria della giungla "Santiago"
    - 62º Battaglione fanteria della giungla "Zamora"
    - 63º Battaglione fanteria della giungla "Gualaquiza"
- Unità indipendenti
  - 1º Battaglione Guardie (Guardia d'onore) "Libertadores"
  - 23º Comando del Genio "Cenepa" (QG Quito)
  - 25ª Brigata Supporto Logistico "Reino de Quito" (HQ Quito)

## Equipaggiamento
Storicamente, l'esercito dipendeva da una vasta gamma di fornitori esteri per la quasi totalità del suo fabbisogno di attrezzature. Solo negli anni '80 cominciò a sviluppare un'industria degli armamenti nazionali modesta dato che la Direzione delle Industrie dell'Esercito fabbricò munizioni di fucile, uniformi, stivali ed altri materiali di consumo. Gli equipaggiamenti attuali dell'esercito sono per lo più di origine occidentale.

### Mezzi Aerei
Sezione aggiornata annualmente in base al World Air Force di Flightglobal del corrente anno. Tale dossier non contempla UAV, aerei da trasporto VIP ed eventuali incidenti accorsi durante l'anno della sua pubblicazione. Modifiche giornaliere o mensili che potrebbero portare a discordanze nel tipo di modelli in servizio e nel loro numero rispetto a WAF, vengono apportate in base a siti specializzati, periodici mensili e bimestrali. Tali modifiche vengono apportate onde rendere quanto più aggiornata la tabella.
| Aeromobile                     | Origine        | Tipo                          | Versione (denominazione locale) | In servizio (2024) | Note | Immagine |
| Aerei da trasporto             |                |                               |                                 |                    | |          |
| IAI Arava                      | Israele        | aereo da trasporto            | Arava                           | 2                  | |          |
| CASA C-212                     | Spagna         | Aereo da trasporto            | C-212                           | 1                  | |          |
| Beechcraft King Air 200        | Stati Uniti    | Aereo da trasporto            | B200                            | 1                  | |          |
| CASA CN-235                    | Spagna         | Aereo da trasporto            | CN-235                          | 2                  | 2 CN-235 consegnati rispettivamente nel 1989 e nel 2004. |          |
| Airbus C-295                   | Unione europea | Aereo da trasporto            | C-295W                          | 0                  | 1 C-295W ordinato a ottobre 2023. |          |
| PZL Mielec M28                 | Polonia        | Aereo da trasporto            | M28                             | 1                  | |          |
| Elicotteri                     |                |                               |                                 |                    | |          |
| Aérospatiale AS 350 Écureuil   | Francia        | elicottero utility            | AS 350B2AS 550C3H125M           | 272                | 2 AS 350B2 e 7 AS 550C3 ordinati a luglio 2010 con i primi due esemplari, due AS 350B2 consegnati a dicembre 2011. Primi due dei sette AS 550C3 consegnati il 25 settembre 2012. 2 H125M ordinati a novembre 2017, con il primo consegnato il 22 gennaio 2018 e il secondo nello stesso anno. |          |
| Aérospatiale SA 330 Puma       | Francia        | elicottero da trasporto medio | SA 330L                         | 1                  | 5 SA 330C ricevuti a partire dal 1978, e successivamente aggiornati alla versione SA 330L. |          |
| Aérospatiale AS 332 Super Puma | Francia        | elicottero da trasporto medio | AS 332BH225                     | 32                 | 5 AS 332B ottenuti dalla Fuerza Aérea Ecuatoriana a partire dal 1982, più ulteriori 3 ricevuti successivamente. 5 H225 di seconda mano ordinati ad ottobre 2023. Primi due esemplari consegnati il 5 marzo 2025 ed entrati in servizio nel giugno successivo.                                 |          |
| Aérospatiale SA 315B Lama      | Francia        | elicottero utility            | SA 315B                         | 2                  | |          |
| Mil Mi-171 Hip                 | Russia         | elicottero da trasporto medio | Mi-171E                         | 6                  | 7 Mi-171E Hip-H acquistati tra il 1996 e il 1997, uno dei quali è stato perso in un incidente il 26 aprile 2024. |          |

### Aeromobili ritirati
- Aérospatiale SA 342L Gazelle - 40 esemplari (1980-2025)[22][23]

## Galleria d'immagini

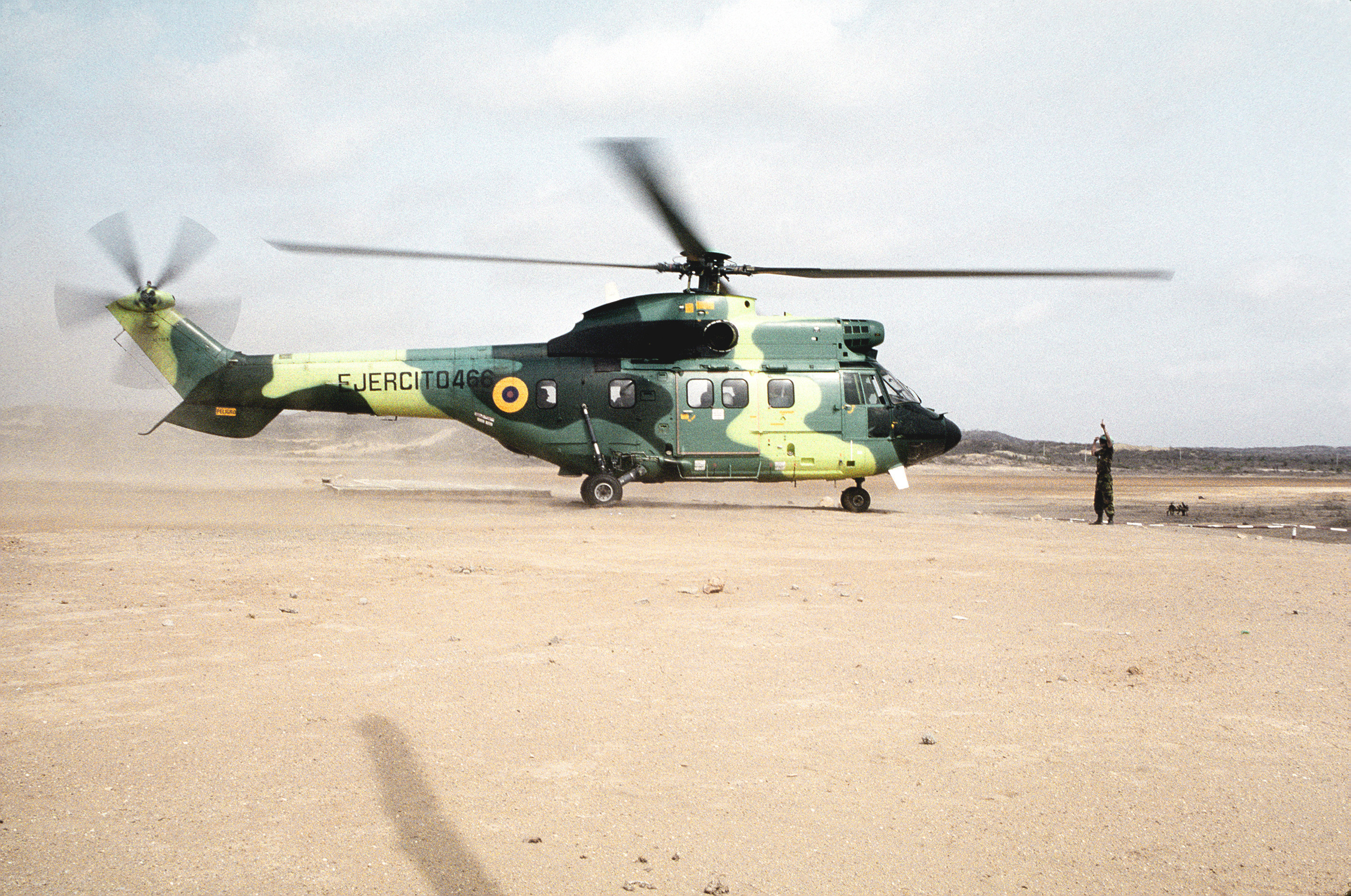
AS 532 Cougar ecuadoriano dell'Arma dell'Aviazione dell'Esercito.
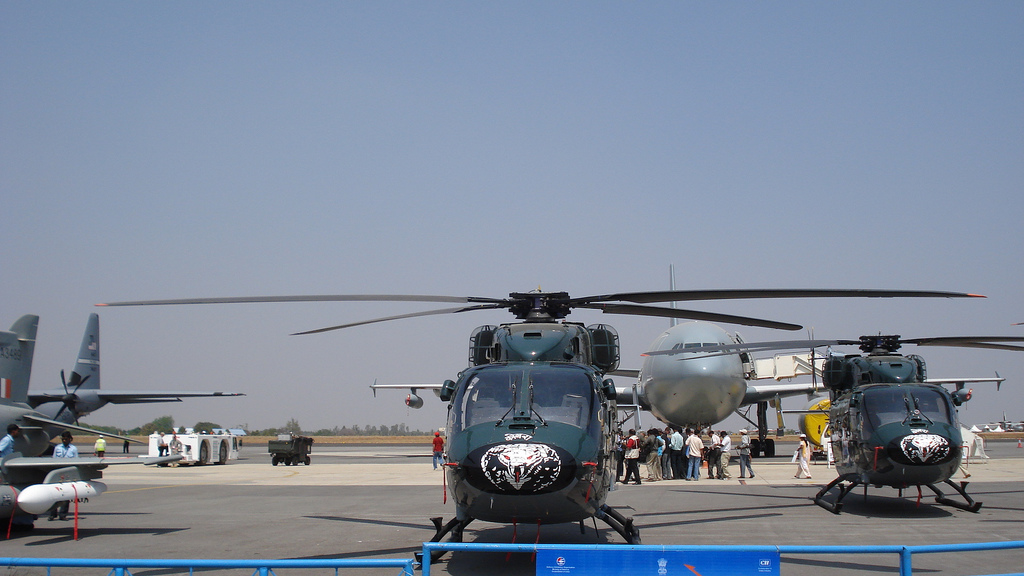
Elicotteri HAL Dhruv indiani in uso presso l'esercito ecuadoriano
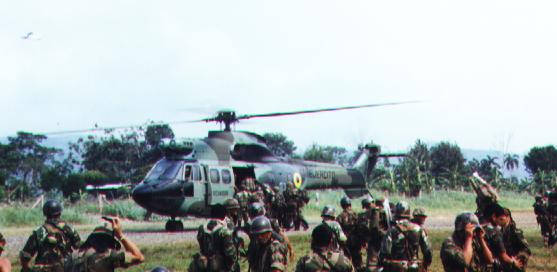
Foto scattata durante la Guerra del Cenepa, forze speciali ecuadoriane durante un soccorso truppe vicino alla zona di Tiwintza, dove i combattimenti erano particolarmente intensi.
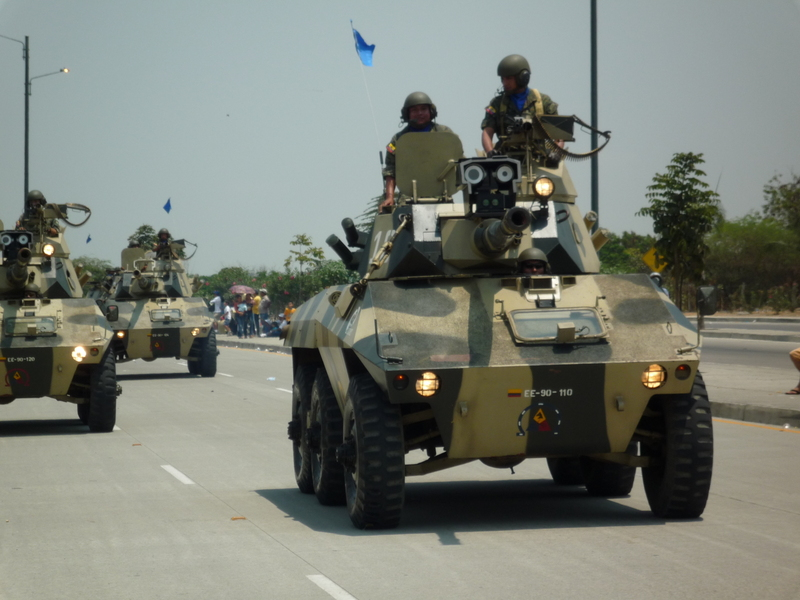
EE-9 Cascavel ecuadoriano durante una parata militare.
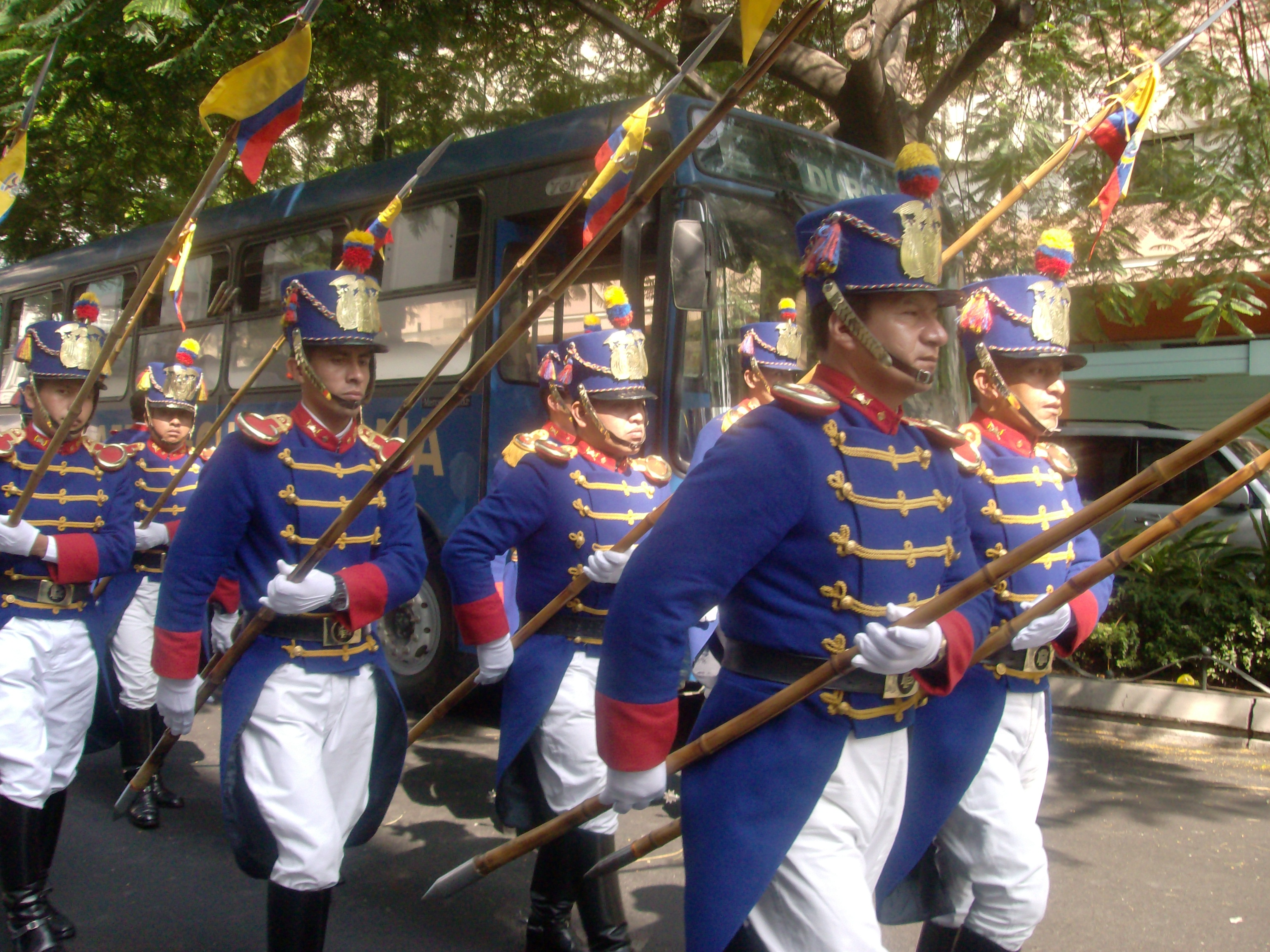
Granatieri Tarqui durante una parata militare.
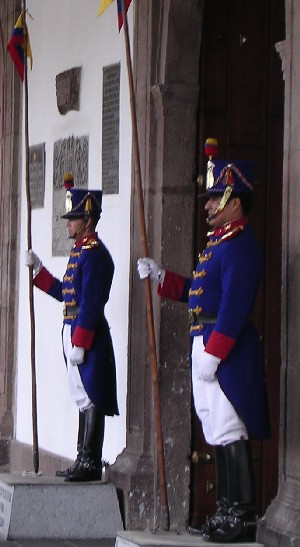
Uniforme dei granatieri risalente al tempo della Battaglia di Tarqui, oggi indossata dalla guardia d'onore presidenziale al palazzo presidenziale di Quito.
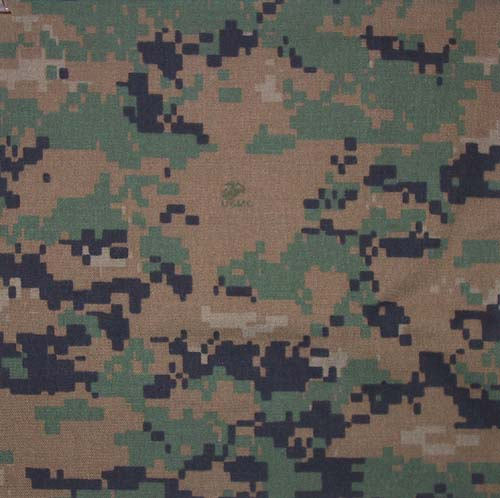
Il MARPAT (abbreviazione di MARine PATtern) è un modello di mimetica pixellata in uso presso l'esercito ecuadoriano.
'Woodland' è il nome del modello di mimetica predefinita rilasciata ai soldati ecuadoriani.